# Limträ

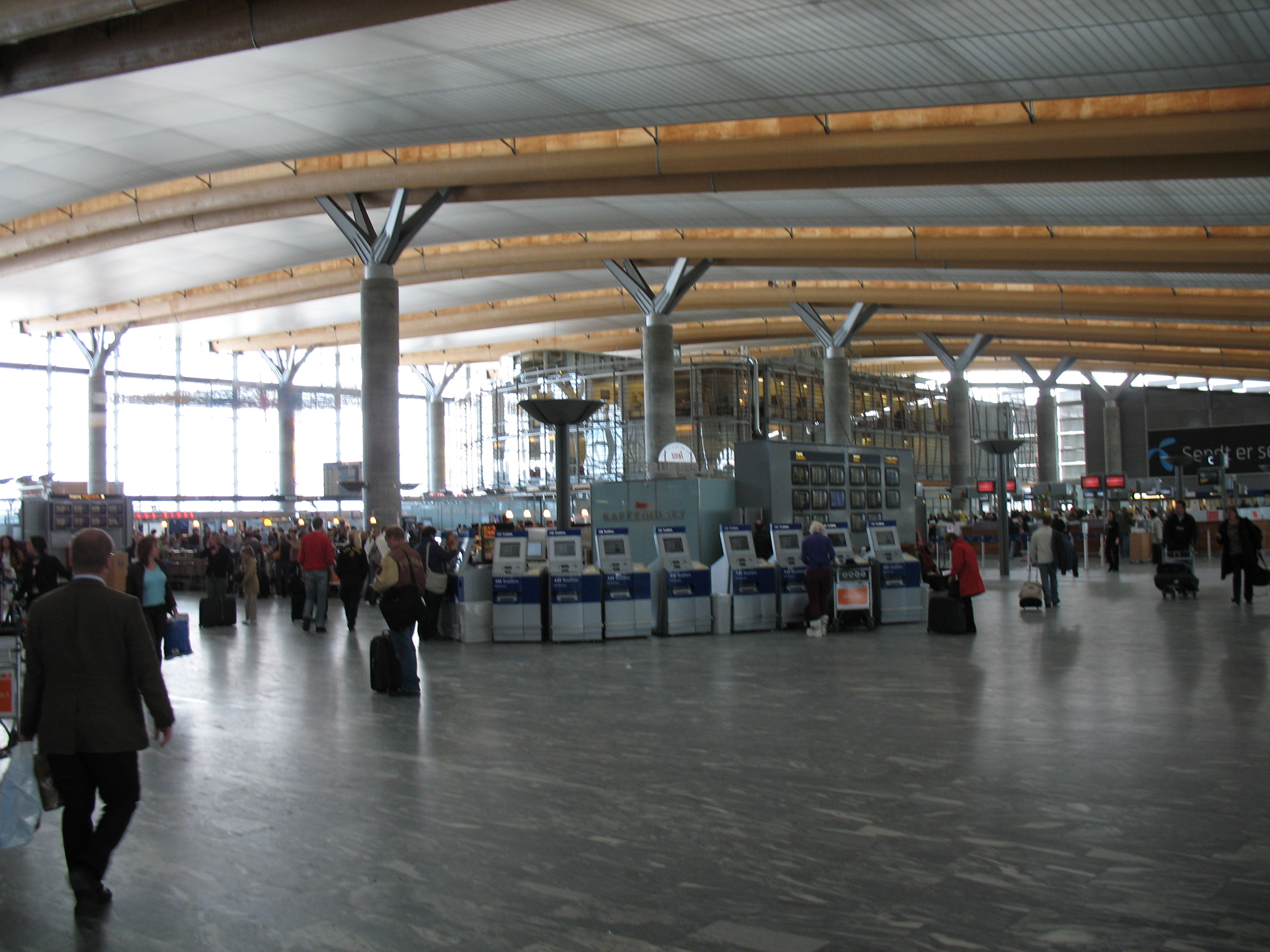
Limträ i vänthallen på Oslos flygplats

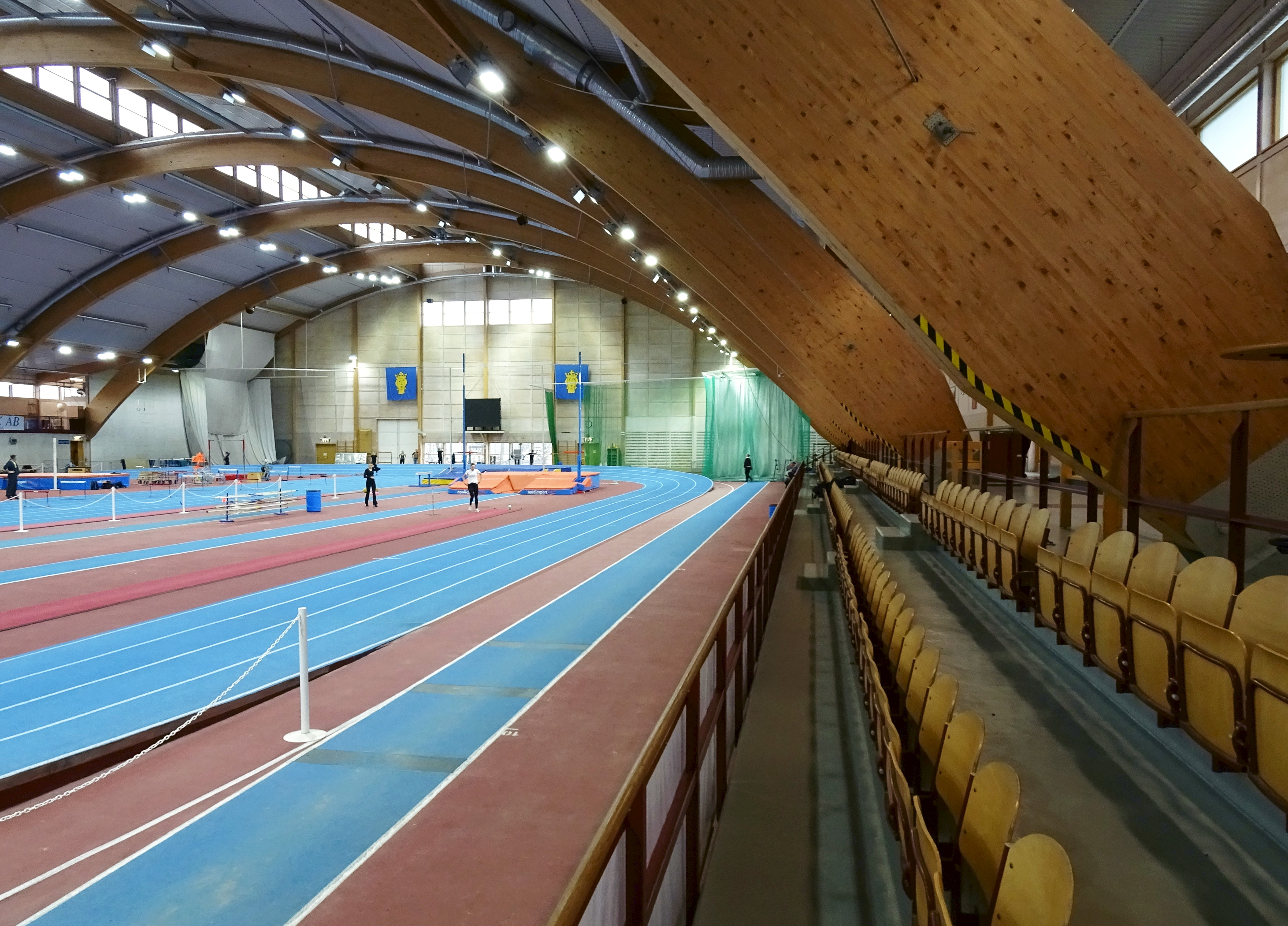
Limträbågar i Sätra friidrottshall.

Limträ består vanligtvis av 45 mm tjocka lameller av konstruktionsvirke som limmas samman. På detta sätt är det möjligt att tillverka större limträelement än det går att såga konstruktionsvirke. Limträ är också starkare än konstruktionsvirke. Konstruktionsvirkets hållfasthet begränsas av defekter, exempelvis kvistar, i ett visst snitt. Då limträ består av flera lameller minskar sannolikheten att flera defekter finns koncentrerade i samma snitt. Limträ är även starkare än stål i förhållande till egenvikten.
Limträ användes antagligen första gången vid uppförandet av "The Union Hall" i King Edward College i Southampton 1860.
Men det började användas i stor skala först i början av 1900-talet då man började tillämpa Hetzer-bindersystemet för limmade träkonstruktioner.
Sedan 1920-talet används limträ i Sverige. Idag produceras ungefär 30 000 kubikmeter limträ i Sverige varje år.
Byggindustrin är ett stort användningsområde för limträ till konstruktionselement i byggnader, till exempel pelare, balkar och takstolar. Limträ har även fördelen mot andra konstruktionsmaterial att det kan tillverkas som krökta element. Ett annat och nytt användningsområde är träbroar i limträ.

## Tillverkningsprocess
Limträ tillverkas genom att virket först torkas med en efterföljande kvalitetssortering. I Sverige är gran det vanligaste träslaget. Ibland tillverkas limträ med lameller av samma hållfasthet men det är vanligare att starkare virke används till de yttre delarna som får större belastning enligt samma princip som en I-balk i stål. Virket fingerskarvas därefter till lameller och kapas i samma längd som det slutliga limträelementet. Därefter hyvlas lamellernas flatsidor och bestryks med lim. Lamellerna placeras bredvid varandra och limmas med värme under stort tryck. Efter att limfogarna härdat tas presstrycket bort och en limträbalk har tillverkats.
Slutligen sker en efterbearbetning. Först hyvlas limträbalkens höjdsidor. Hur fint höjdsidorna hyvlas beror framförallt på det slutliga användningsområdet, exempelvis har en synlig balk ofta högre krav än en inbyggd balk. Därefter rensågas kanterna och håltagning görs för både förband och andra hål.

## Egenskaper
Brandtåligheten för limträ är en fördel gentemot flera andra konstruktionsmaterial. Efter en brand har en limträkonstruktion ofta större delen av sin styrka kvar medan konstruktioner i betong eller stål ofta har starkt nedsatt bärighet och deformationer.
Limträ har samma anisotropa egenskaper som vanligt virke. Hållfastheten sjunker både med ökad fuktkvot och med ökad belastningstid.
Virke har inhomogena egenskaper vilket betyder att egenskaperna varierar inom och mellan olika element. Exempel på defekter där egenskaperna varierar är kvistar och fingerskarvar. En kvist på en bräda gör att ådringen viker av. Detta gör att om det finns en dragbelastning vinkelrätt fibrerna just vid kvisten finns en stor risk att brädan går sönder eftersom trä har mycket dålig bärighet vinkelrätt fibrerna. Jämför vedhuggning där man med relativ lätthet kan sära på fibrerna om man hugger parallellt fibrerna, men inte vinkelrätt fibrerna. Genom att limträ är uppbyggt av många olika lameller av virke ökar spridningen av defekter och därför är limträ ett mindre inhomogent material än konstruktionsvirke. Detta gör att limträ vid dimensionering antas ha högre hållfasthetsparametrar än konstruktionsvirke.
I Sverige tillverkas limträ normalt i hållfasthetsklassen GL30c om det har mer än fyra lameller och GL30h om det har färre
.
I SS-EN 14080, standarden för limträ och limmat konstruktionsvirke, finns klasserna GL20h/c, GL22h/c, GL24h/c, GL26h/c, GL28h/c och GL32h/c. Där numren står för respektive karaktäristiska hållfasthetsvärden i MPa för böjning parallellt fibrerna, h står för homogeneous och c för combined.
Genom att limträ till största delen består av trä har det flera fördelar ur miljöhänsyn. Det kan lätt återanvändas eller återvinnas och även energiåtervinnas genom förbränning.

## Geometri
Vanligtvis tillverkas limträ av 45 mm tjocka lameller. Men för krökta element kan lamelltjockleken behöva minskas och detta blir betydligt dyrare.
Standardbredder på limträ är 42, 56, 66, 78, 90, 115, 140, 165, 190 och 215 mm. Orsaken till att bredare balkar inte finns som standard är att det är svårt att få tag på bredare virke att göra lameller av. Det går att tillverka bredare balkar genom att limma ihop lameller eller hela balkar.
Standardhöjden är multiplar av 45 mm mellan 180 mm och 1620 mm. Element med höjd 90 mm och 135 mm tillverkas också men eftersom de består av så få lameller klassas de inte som L-trä och kallas istället limmat konstruktionsvirke. Högsta höjden begränsas av utrustningen som används vid tillverkningen.
Limträ tillverkas i valfri längd och begränsas oftare av möjligheten till transport än tillverkningen. I Norden kan 60 meter långa element tillverkas. Då transporten sker på vanlig väg krävs specialtillstånd om ekipaget är över 30 meter långt eller 4,5 meter högt. Det är därför vanligt att riktigt långa element delas och sammanfogas på arbetsplatsen.

## Möbler
Limmade detaljer av cirka tre till fyra mm tjocka trälameller har flera användningsområden. Ett sådant är som limmade detaljer i böjträmöbler, något som bland andra den finske arkitekten Alvar Aalto och den svenske formgivaren Bruno Mathsson utnyttjat i flera av sina möbler.

## Historia i Sverige

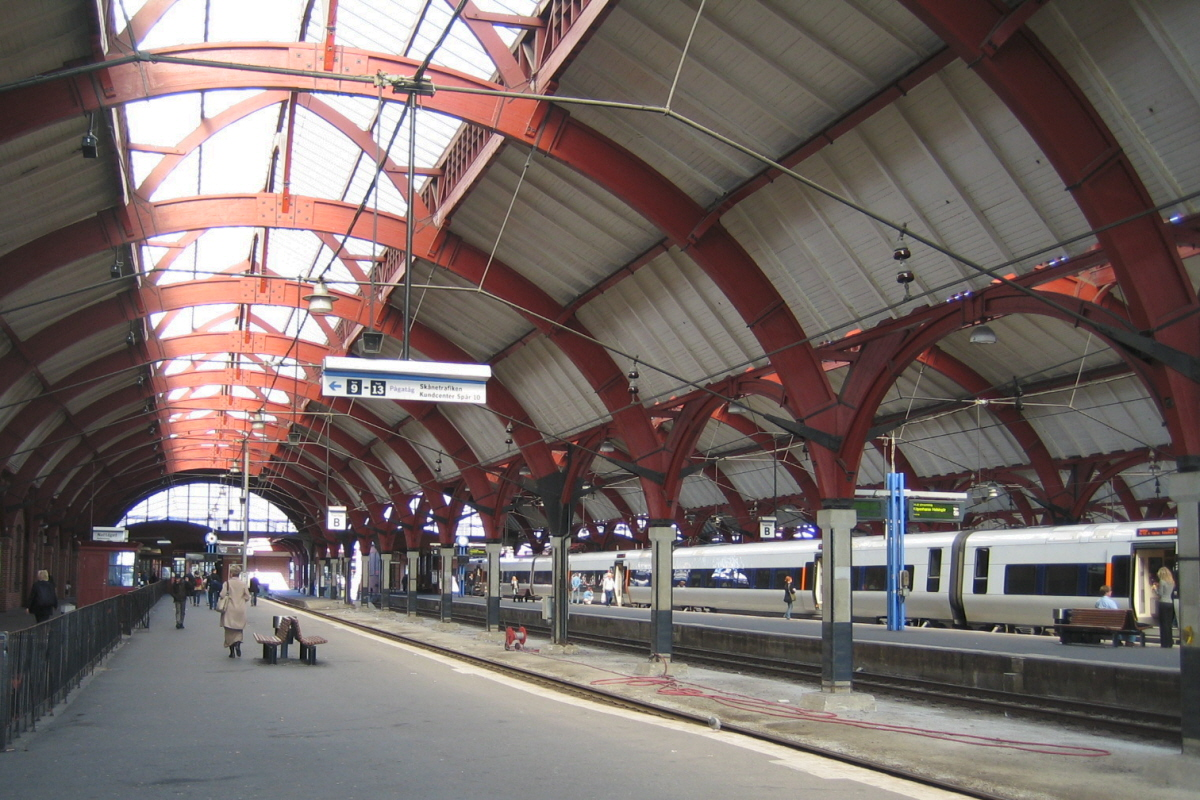
Hetzer-binder-bågar, Banhallen, Malmö centralstation

AB Träkonstruktioner vars tillverkningen lokaliserades till Töreboda bildades 1919. Man licenstillverkade limmade träkonstruktionerna enligt system Hetzer-binder. Hetzer-binder är namnet på det system för limmade träkonstruktioner som den tyske snickaren Otto Hetzer 1906 låtit patentera.
Statens Järnvägar (SJ) var en stor kund, 1923 beställde man Hetzerkonstruktioner till Malmö centralstation.
Anledningen till denna utveckling var att ett problem man hade med de tidigare för banhallar etc vanligen använda järnkonstruktionerna var att den stora mängd vattenånga som lokomotiven gav ifrån sig orsakade problem med korrosion.
1924 gick AB Träkonstruktioner i konkurs.
Ett nytt bolag AB Fribärande Träkonstruktioner bildades 1925. Företagets namn ändrades senare till Töreboda Limträ AB. Som första beställning fick man en beställning av stommen till Stockholms centralstation. Många hallbyggnader och perrongskärmtak tillverkades.
SALK-hallen i Alvik, som invigdes 1937, hade 8 limträbågar med 47 meters spännvidd. En flyghangar vid F 1 Hässlö utanför Västerås byggdes 1937 med 10 limträbågar med 55 meters spännvidd, då världens största.
1942 började ett nytt väderbeständigt lim användas till limträtillverkning, fenol-resorcinol-lim, istället för Hetzers kaseinlim.

## Korslaminerat trä
Korslaminerat trä, eller KL-trä är en variant av limträ, där ett ojämnt antal skikt av hyvlat trä limmas ihop med vartannat skikt riktat 90 grader mot de närmaste skikten. KL-trä har framför allt utvecklats i Österrike.